# Романова, Наталья Андреевна
Наталья Андреевна Романова (укр. Романова Наталія Андріївна; 18 ноября 1960, Будапешт — 5 ноября 2020) — украинский государственный деятель. Председатель Черниговского областного совета в 2006—2010 гг. Временно исполняющий обязанности председателя Черниговской областной государственной администрации с 11 июня по 31 октября 2019.

## Биография
Родилась 16 ноября 1960 года в Будапеште, Венгрия, в семье военнослужащего. Мать — Тупица Оксана Михайловна, воспитатель школы-интерната в пгт. Любеч, отец — Тупица Андрей Дмитриевич, кадровый офицер.
В 1978 году окончила Среднюю школу № 3 города Чернигова.
С 1978 по 1983 год училась на факультете истории и права Черниговского государственного педагогического института (ныне — Национальный университет «Черниговский коллегиум» имени Т. Г. Шевченко), получила высшее образование по специальности учитель истории и советского права.
С 1983 по 1996 год работала учителем истории и права в Средней школе № 11 города Чернигова. С 1998 года работала заместителем директора коллегиума Средней школы № 11, была членом Комиссии городского управления образования и науки. Ввела ряд авторских программ, инициировала создание профильных юридических классов.
С 2001 по 2006 год работала помощником-консультантом народного депутата Украины, председателя Комитета Верховной Рады Украины по вопросам правовой политики Онопенко В. В., активно участвовала в политике. С 1999 года член Правления партии Украина — Вперёд! (УСДП), председатель Черниговской областной партийной организации УСДП.
С 2002 года занималась правозащитной деятельностью, избрана почётным председателем Черниговского общественного комитета защиты прав человека, была руководителем и экспертом ряда правозащитных проектов, соавтор национального доклада «Права человека в Украине». В 2003—2006 гг. руководитель бесплатной юридической приёмной в Украине Международной Хельсинкской федерации по правам человека.
С 2006 года училась в Национальной академии государственного управления при Президенте Украины на факультете высших руководящих кадров.
С 2006 года была членом постоянной делегации Украины в Палате Конгресса местных и региональных властей Совета Европы. Трижды избиралась вице-президентом КМРВРЕ, в 2012—2014 гг. президент палаты регионов КМРВРЕ.
С 28 апреля 2006 по 19 ноября 2010 года председатель Черниговского областного совета.
В 2008 году с красным дипломом окончила Одесскую национальную юридическую академию (ныне — Национальный университет «Одесская юридическая академия») по специальности гражданская и хозяйственная юстиция. Магистр права.
В 2012 году работала директором Школы высшего корпуса государственной службы.
Согласно распоряжению председателя облгосадминистрации от 3 марта 2016 года № 137-к (с изменениями и дополнениями распоряжение председателя областной государственной администрации от 12 декабря 2017 года № 443-к) Наталью Андреевну Романову назначить заместителем председателя Черниговской областной государственной администрации.
С 11 июня по 31 октября 2019 года временно исполняющий обязанности председателя Черниговской областной государственной администрации.
Умерла 5 ноября 2020 года. Продолжительное время лечилась от рака.

### Семья
- Романов Олег Викторович — муж, староста с. Редьковка;
- Романов Роман Олегович — сын, адвокат.
- Романова А. А. (род. 1985) — черниговский политик, бывшая невестка;
- Внучка Виктория[7].